# Michaelova reakce
Michaelova reakce je nukleofilní adiční reakce karbaniontu nebo jiného nukleofilu s α,β nenasycenou karbonylovou sloučeninou. Jedná se o jeden z nejvhodnějších způsobů tvorby vazeb C–C; tato reakce má mnoho variant.
Na výše uvedeném schématu jsou substituenty R a R' skupiny snižující elektronovou hustotu, jako například acylové nebo nitrilové skupiny, které způsobují kyselost methylenového uhlíku a v jejím důsledku tvorbu karbaniontu reakcí se zásadou B. Substituent aktivovaného alkenu, také nazývaný Michaelův akceptor, je většinou ketonová skupina, což z této látky dělá enon, lze ovšem použít i nitroskupinu.

## Historie
Výzkum prováděný Arthurem Michaelem roku 1887 byl inspirován výzkumem z roku 1884 týkajícím se reakce ethyl-2,3-dibrompropionátu s diethylmalonátem sodným za vzniku derivátu cyklopropanu.
Arthur Michael dokázal získat stejný produkt, když propionát nahradil ethylesterem kyseliny 2-bromakrylové a předpokládal, že tato reakce může proběhnout jen pokud se jedná o adici na dvojnou vazbu kyseliny akrylové. Tento předpoklad potvrdil reakcí diethylmalonátu s ethylesterem kyseliny skořicové.
Ve stejném roce oznámil stejný objev také Rainer Ludwig Claisen poté, co v roce zkoumal produkty adicí na dvojné vazby jako vedlejší produkty kondenzačních reakcí kyseliny malonové s aldehydy.

## Definice
Arthur Michael původně tento typ reakce definoval jako adici enolátu ketonu nebo aldehydu na β uhlík α,β nenasycené karbonylové sloučeniny. Podle novější definice jde o 1,4-adici dvojitě stabilizovaného uhlíkatého nukleofilu na α,β nenasycenou karbonylovou sloučeninu. Nukleofily zde mohou být mimo jiné beta ketoestery, malonáty a beta kyanoestery.
Příklady Michaelovy reakce jsou například reakce diethylmalonátu (sloužícího jako Michaelův donor) s diethylfumarátem (který je Michaelovým akceptorem), mesityloxidem, methylkrotonátem, či reakce 2-nitropropanu s methylakrylátem.
Michaelova adice je významnou metodou diastereoselektivní a enantioselektivní tvorby vazeb C-C. Často se spojuje s aldolovou reakcí do Robinsonovy anelace.

## Mechanismus
Na níže uvedeném obrázku je sloučeninou 1 (kde R je alkoxyskupina) nukleofil:
Deprotonací látky 1 pomocí zásady vzniká karbanion 2, který má rezonanční struktury 2a až 2c, z nichž dvě jsou enolátové ionty. Tento nukleofil reaguje s elektrofilním alkenem 3 za vzniku molekuly 4 (zde jde o nukleofilní konjugovanou adici). Odstraněním protonu z protonované zásady (nebo rozpouštědla) se následně vytváří konečný produkt 5. HOMO stabilizovaného enolátu má vysoký koeficient na centrálním uhlíkovém atomu, zatímco LUMO mnoha α,β nenasycených karbonylových sloučenin má vysoký koeficient na β uhlíku. karbonylovou sloučenin; podle teorie HSAB jde tak v obou případech o měkké reaktanty. Tyto polarizované orbitaly mají podobnou energii a účinně reagují za vzniku nové vazby C-C.

## Asymetrická Michaelova reakce
Byla objevena řada druhů asymetrických variant Michaelovy reakce. K nejčastěji používaným metodám patří chirální katalýza fázového přenosu, při níž se používají chirální kvartérní amoniové sloučeniny odvozené od alkaloidů, a organokatalytické reakce, při nichž se využívá enaminová nebo iminiová aktivace za pomoci sekundárních aminů (často odvozených od prolinu).
Při reakci cyklohexanonu s β-nitrostyrenem, jak je znázorněno níže, je molekula prolinu pozměněna a spojuje se s protickou kyselinou jako je například kyselina p-toluensulfonová.
Syn adice zde má 99% enantiomerní přebytek.
Michaelova reakce je také součástí syntézy warfarinu z 4-hydroxykumarinu a benzylidenacetonu, která byla popsána roku 1944.
Existuje několik organokatalytických variant Michaelovy reakce.

## Mukaiyamova-Michaelova adice
Mukaiyamova-Michaelova adice je reakce nukleofilu se silylenoletherem; jako katalyzátor se nejčastěji používá chlorid titaničitý.